# Rácz László (labdarúgó, 1959)
Rácz László (1959. március 16. –) labdarúgó, hátvéd.

## Pályafutása
1979 nyaráig a BMTE játékosa volt. A Vasas csapatában mutatkozott az élvonalban 1979. augusztus 25-én a Debreceni MVSC ellen, ahol csapata 4–1-re kikapott. 1979 és 1987 között 164 bajnoki mérkőzésen szerepelt angyalföldi színekben és három gólt ért el. Két bajnoki bronzérmet szerzett a csapattal. Az 1987–88-as idényben a Kaposvári Rákóczi együttesében lépett pályára. Utolsó élvonalbeli mérkőzésen a Honvéd ellen csapata 5–1-re kikapott.

## Sikerei, díjai
- Magyar bajnokság
  - 3.: 1979–80, 1980–81
- Magyar kupa (MNK)
  - győztes: 1981, 1986
  - döntős: 1980